# セミョーン・イグナチェフ
セミョーン・デニーソヴィチ・イグナチェフ （ロシア語: Семён Дени́сович Игна́тьев、ウクライナ語: Семен Денисович Ігнатьєв、1904年9月1日 - 1983年11月27日）は、ソ連の政治家、チェキスト。

## 経歴
ヘルソン県エリサヴェートグラード郡カルロフカ村の農家出身。1914年から綿繰り工場（テルメーズ）、鉄道で働く。
1919年、鉄道職長コムソモール細胞議長。1922年、ブハル軍集団の政治職員、チェーカー軍事課職員。バスマチとその共犯者の弾圧に参加。1922年からトルケスタン・コムソモール中央委員会組織課副主任。1925年から労働組合の指導業務。1926年に全連邦共産党に入党。
1935年、モスクワの全連邦共産党中央委員会産業課に移る。大粛清の開始と共に、スターリンの追随者として大出世を遂げた。1937年-1962年、ソ連最高会議代議員。1937年から全連邦共産党ブリヤート・モンゴル州委員会第一書記、1943年からバシキール州委員会第一書記。1939年-1952年、全連邦共産党中央委員会委員。
1946年、イグナチェフは、重要ポストである全連邦共産党中央委員会党機関検閲局副局長に任命され、党・国家指導部に対する全ての弾圧は、イグナチェフの許可によって行われることとなった。1947年から白ロシア共産党中央委員会農業担当書記、その後、第二書記。1949年から中央委員会中央アジア局書記、中央委員会ウズベキスタン全権代表。この頃、ゲオルギー・マレンコフの支持を得た。1950年-1952年、白ロシア共産党中央委員会党・労働組合・コムソモール機関課主任となり、ノーメンクラトゥーラに対する監督を実施した。
ヴィクトル・アバクーモフの逮捕後間もなく、1951年7月11日にイグナチェフは中央委員会国家保安省代表に任命され、同年8月9日、ソ連国家保安相に任命された。1952年からソビエト連邦共産党中央委員会委員、同年10月から中央委員会幹部会議員。国家保安省（MGB）の会議において、「白い手袋を外し、慎重に被逮捕者の殴打に訴える必要がある」と表明した。スターリンの個人的指示により、「医師団陰謀事件」のでっち上げに関する積極的な業務を開始。しかしながら、仕事の最中、イグナチェフは心筋梗塞を起こし、業務の全ての起案は、次官のS.ゴグリゼが行った。この活動のおかげで、彼はラヴレンチー・ベリヤの最も危険なライバルとなった。この時までに、イグナチェフが所轄していたラーゲリには、250万人が収容されていた。スターリンが陰謀の妄想に捕らわれ、警護総局内の粛清を命令すると、1952年5月29日、MGB警護局を個人的に指揮することがイグナチェフに委任された。
スターリンの死後、1953年5月3日、ベリヤの指導の下、国家保安省と内務省が1つの省に統合されると、イグナチェフは中央委員会幹部会から外され、ソ連共産党中央委員会書記に選出された。しかしながら、ベリヤはイグナチェフが敵対したことを忘れておらず、同年4月5日、「旧ソ連国家保安省の指導において犯された重大なミス」のため、書記を罷免した。翌4月6日には「医師団陰謀事件に対して個人的に責任を有する」と発表され、4月28日、ソ連共産党中央委員会から除籍されたが、マレンコフの助力により逮捕を免れ、ソ連共産党バシキール州委員会第一書記に任命された。
ベリヤ逮捕後、1953年7月7日に中央委員会に復帰。1957年-1960年、ソ連共産党タタール州委員会第一書記。1960年、55歳を迎え、年金生活に入った。